# George Flower
George „Buck“ Flower (* 28. Oktober 1937 in Milton-Freewater, Oregon; † 18. Juni 2004 in Shadow Hills, Los Angeles) war ein US-amerikanischer Schauspieler, Autor, Produzent, Regieassistent, Produktionsmanager und Casting Director, der in vielen Filmen meist nur in Nebenrollen mitgewirkt hat. Unter anderem spielte er in einigen John-Carpenter-Filmen mit, in denen er häufig nur Kurzauftritte hatte. Einige der bekanntesten Filme sind The Fog oder auch Die Klapperschlange, wo er nur eine kleine Rolle verkörperte.

## Filmografie (Auswahl)
- 1975: Die Abenteuer der Familie Robinson in der Wildnis (The Adventures of the Wilderness Family)
- 1978: Weitere Abenteuer der Familie Robinson in der Wildnis (The Further Adventures of the Wilderness Family)
- 1979: Noch mehr Abenteuer der Familie Robinson in der Wildnis (Mountain Family Robinson)
- 1979: Gefangenschaft des Big Foot (The Capture of Bigfoot)[1]
- 1980: The Fog – Nebel des Grauens (The Fog)
- 1981: Die Klapperschlange (Escape from New York)
- 1984: Starman
- 1985: Zurück in die Zukunft (Back to the Future)
- 1988: Sie leben (They Live!)
- 1988: Beast You! (Sorority Babes in the Slimeball Bowl-O-Rama)
- 1988: Das Halloween Monster (Pumpkinhead)
- 1989: Zurück in die Zukunft II (Back to the future Part II)
- 1991: Puppet Master II
- 1992: Spaceshift (Waxwork II: Lost in Time)
- 1993: Body Bags (Fernsehfilm)
- 1994: Teenage T-Rex: Der Menschen-Dinosaurier (Tammy and the T-Rex)
- 1995: Das Dorf der Verdammten (Village of the Damned)
- 1997: Wes Craven’s Wishmaster